# Myopa perplexa
Myopa perplexa är en tvåvingeart som beskrevs av Camras 1953. Myopa perplexa ingår i släktet Myopa och familjen stekelflugor. Inga underarter finns listade i Catalogue of Life.